# Saison 2016-2017 du RCD Espanyol
Maillots
Chronologie
Saison précédente Saison suivante
La saison 2016-2017 du RCD Espanyol est la 115e de l'histoire du club et la soixante-seizième du club en championnat d'Espagne. Le club est également en lice pour la Coupe du Roi.

## Saison
Le début voit de très grand bouleversements au sein de l'équipe. En effet, un nouveau président est nommé, le chinois Chen Yanshen ainsi qu'un nouvel entraîneur, Quique Sánchez Flores. 
Lors du mercato estival, le club catalan parvient à faire venir José Antonio Reyes, en provenance de Séville.

## Transferts
| Nom                 | Poste             | Nationalité         | Transfert       | Date            | Provenance/Destination  | Division           |
| Arrivées            |                   |                     |                 |                 |                         |                    |
| Roberto Jiménez     | Gardien           | Espagne             | 3 M €           | Mercato d'été   | Olympiakos le Pirée     | Superleague        |
| David López         | Milieu de terrain | Espagne             | 4 M €           | Mercato d'été   | SSC Naples              | Serie A            |
| Léo Baptistão       | Attaquant         | Brésil              | 3,5 M €         | Mercato d'été   | Atlético Madrid         | Liga               |
| Álvaro Vázquez      | Attaquant         | Espagne             | 2 M €           | Mercato d'été   | Getafe CF               | Liga               |
| José Manuel Jurado  | Milieu            | Espagne             | 1,20 M €        | Mercato d'été   | Watford FC              | Premier League     |
| Javi Fuego          | Milieu            | Espagne             | 1 M €           | Mercato d'été   | Valence CF              | Liga               |
| Pablo Piatti        | Attaquant         | Argentine           | Prêt            | Mercato d'été   | Valence CF              | Liga               |
| José Antonio Reyes  | Milieu de terrain | Espagne             | Libre           | Mercato d'été   | Séville FC              | Liga               |
| Martín Demichelis   | Défenseur         | Argentine           | Libre           | Mercato d'été   | Manchester City         | Premier League     |
| Diego López         | Gardien           | Espagne             | Prêt            | Mercato d'été   | AC Milan                | Serie A            |
| Diego Reyes         | Défenseur         | Mexique             | Prêt            | Mercato d'été   | FC Porto                | Liga Sagres        |
| Aarón Martín        | Défenseur         | Espagne             | 1er contrat pro | Mercato d'été   | Espanyol de Barcelone B | D3                 |
| Marc Roca           | Milieu            | Espagne             | 1er contrat pro | Mercato d'été   | Espanyol de Barcelone B | D3                 |
| Départs             |                   |                     |                 |                 |                         |                    |
| Álvaro González     | Défenseur         | Espagne             | 4 M €           | Mercato d'été   | Villarreal CF           | Liga               |
| Anaitz Arbilla      | Défenseur         | Espagne             | 700 000 M €     | Mercato d'été   | SD Eibar                | Liga               |
| Pau López           | Gardien           | Espagne             | Prêt            | Mercato d'été   | Tottenham Hotspur       | Premier League     |
| Mamadou Sylla       | Attaquant         | Sénégal             | Prêt            | Mercato d'été   | KAS Eupen               | Jupiler Pro League |
| Abraham González    | Milieu            | Espagne             | Libre           | Mercato d'été   | UNAM Pumas              | D1                 |
| Juan Rafael Fuentes | Défenseur         | Espagne             | Libre           | Mercato d'été   | CA Osasuna              | D2                 |
| Carlos Clerc        | Défenseur         | Espagne             | Libre           | Mercato d'été   | CA Osasuna              | D2                 |
| Álex Fernández      | Milieu            | Espagne             | Libre           | Mercato d'été   | Elche CF                | D2                 |
| Germán Parreño      | Gardien           | Espagne             | Libre           | Mercato d'été   | Elche CF                | D2                 |
| Marc Caballé        | Milieu            | Espagne             | Libre           | Mercato d'été   | UE Cornellà             | D3                 |
| José Cañas          | Milieu            | Espagne             | Libre           | Mercato d'été   | PAOK Salonique          | D1                 |
| Thievy Bifouma      | Attaquant         | République du Congo | Libre           | Mercato d'été   | SC Bastia               | Ligue 1            |
| Joan Jordán         | Milieu            | Espagne             | Prêt            | Mercato d'été   | Real Valladolid         | D2                 |
| Jairo Morillas      | Attaquant         | Espagne             | Prêt            | Mercato d'été   | CD Numancia             | D2                 |
| Rober Correa        | Défenseur         | Espagne             | Prêt            | Mercato d'été   | Elche CF                | D2                 |
| Paco Montañés       | Attaquant         | Espagne             | Prêt            | Mercato d'été   | Levante UD              | D2                 |
| Martín Demichelis   | Défenseur         | Argentine           | Libre           | Mercato d'hiver | Málaga CF               | Liga               |

## Compétitions

### Championnat

#### Classement
| Rang | Équipe              | Pts | J  | G  | N  | P  | Bp | Bc | Diff | Qualification ou relégation                                              |
| ---- | ------------------- | --- | -- | -- | -- | -- | -- | -- | ---- | ------------------------------------------------------------------------ |
| 6    | Real Sociedad (Q)   | 64  | 38 | 19 | 7  | 12 | 59 | 53 | +6   | Qualification pour la phase de groupes de la Ligue Europa                |
| 7    | Athletic Bilbao (Q) | 63  | 38 | 19 | 6  | 13 | 53 | 43 | +10  | Qualification pour le troisième tour de qualification de la Ligue Europa |
| 8    | Espanyol Barcelone  | 56  | 38 | 15 | 11 | 12 | 49 | 50 | −1   |                                                                          |
| 9    | Deportivo Alavés P  | 55  | 38 | 14 | 13 | 11 | 41 | 43 | −2   |                                                                          |
| 10   | SD Eibar            | 54  | 38 | 15 | 9  | 14 | 56 | 51 | +5   |                                                                          |

1. ↑  L'Athletic Bilbao se qualifie pour les phases de groupes de la Ligue Europa grâce à la victoire du FC Barcelone en finale de Coupe du Roi 2016-2017.

### Coupe
| Date       | Tour                  | Adversaire                    | Lieu                            | Score     | Buteurs   |
| ---------- | --------------------- | ----------------------------- | ------------------------------- | --------- | --------- |
| 29/11/2016 | 1/16e finale (aller)  | Agrupación Deportiva Alcorcón | Estadio Santo Domingo, Alcorcón | 1-1       | Reyes 84e |
| 22/12/2016 | 1/16e finale (retour) | Agrupación Deportiva Alcorcón | RCDE Stadium, Barcelone         | 1-1 (3-4) | Pérez 84e |

## Statistiques

### Buteurs
| Place | Nom                | Liga    | Coupe du Roi | Total   |   |               |    |   |    |
| ----- | ------------------ | ------- | ------------ | ------- | - | ------------- | -- | - | -- |
| Place | Nom                | Liga    | Coupe du Roi | Total   | 1 | Gerard Moreno | 13 | 0 | 13 |
| 2     | Pablo Piatti       | 10      | 0            | 10      |   |               |    |   |    |
| 3     | Léo Baptistão      | 6       | 0            | 6       |   |               |    |   |    |
| 4     | José Antonio Reyes | 3       | 1            | 4       |   |               |    |   |    |
| 4     | Hernán Pérez       | 3       | 1            | 4       |   |               |    |   |    |
| 5     | José Manuel Jurado | 3       | 0            | 3       |   |               |    |   |    |
| 5     | David López        | 3       | 0            | 3       |   |               |    |   |    |
| 6     | Marc Navarro       | 2       | 0            | 2       |   |               |    |   |    |
| 6     | Felipe Caicedo     | 2       | 0            | 2       |   |               |    |   |    |
| 7     | Víctor Sánchez     | 1       | 0            | 1       |   |               |    |   |    |
| 7     | Javi Fuego         | 1       | 0            | 1       |   |               |    |   |    |
| 7     | Diego Reyes        | 1       | 0            | 1       |   |               |    |   |    |
| Total | 12 buteurs         | 49 buts | 2 buts       | 51 buts |   |               |    |   |    |

### Passeurs
| Place | Nom                | Liga | Coupe du Roi | Total |   |              |    |   |    |
| ----- | ------------------ | ---- | ------------ | ----- | - | ------------ | -- | - | -- |
| Place | Nom                | Liga | Coupe du Roi | Total | 1 | Pablo Piatti | 10 | 1 | 11 |
| 2     | Léo Baptistão      | 4    | 1            | 5     |   |              |    |   |    |
| 2     | José Antonio Reyes | 4    | 1            | 5     |   |              |    |   |    |
| 3     | Gerard Moreno      | 4    | 0            | 4     |   |              |    |   |    |
| 4     | José Manuel Jurado | 3    | 0            | 3     |   |              |    |   |    |
| 5     | David López        | 2    | 0            | 2     |   |              |    |   |    |
| 6     | Javi López         | 1    | 0            | 1     |   |              |    |   |    |
| 6     | Felipe Caicedo     | 1    | 0            | 1     |   |              |    |   |    |
| 6     | Álvaro Vázquez     | 1    | 0            | 1     |   |              |    |   |    |
| 6     | Marc Navarro       | 1    | 0            | 1     |   |              |    |   |    |
| 6     | Marc Roca          | 1    | 0            | 1     |   |              |    |   |    |
| 6     | Víctor Sánchez     | 1    | 0            | 1     |   |              |    |   |    |
| 6     | Hernán Pérez       | 1    | 0            | 1     |   |              |    |   |    |